# Vera Iaconelli
Vera Iaconelli (São Paulo, 16 de março de 1965) é psicanalista, mestre e doutora em Psicologia pela Universidade de São Paulo (USP), membra do Instituto Sedes Sapientiae e membra da Escola do Fórum do Campo Lacaniano. Ela pesquisa, a partir do referencial psicanalítico, a constituição da parentalidade e temas que envolvem gestação, adoção, família, gênero e costumes.

## Obras
É autora de várias obras, entre elas Mal-estar na maternidade: do infanticídio à função materna (2ª edição, Zagodoni, 2020) e Criar filhos no século XXI (Contexto, 2020) e vários artigos sobre o tema de sua pesquisa. É organizadora da Coleção Psicanálise & Parentalidade (Autêntica/Cult, 2020, 5 volumes). É colunista da Folha de S. Paulo e diretora do Instituto Gerar de Psicanálise.
Em seu livro mais recente, o primeiro voltado para pais, Iaconelli aponta que criar filhos hoje implica discutir sexualidade, aceitar questionamentos a respeito da família, lidar com o sofrimento, posicionar-se diante do mundo digital, estabelecer limites e ajudar nas escolhas. Assim, ela oferece pistas sobre como melhor se aventurar na tarefa de criar filhos em tempos difíceis.